# Ururaí
Ururaí é um bairro da cidade de Campos dos Goytacazes, no estado do Rio de Janeiro. Dista cerca de dez quilômetros do centro da cidade e é considerado uma zona rural.
Pelo bairro, passam as águas do Rio Ururaí, frequentemente assolado por enchentes. Também pode ser encontrada a Estação Ferroviária do Cupim, inaugurada em 1875 e atualmente abandonada. Essa estação ferroviária faz parte da Linha do Litoral da antiga Estrada de Ferro Leopoldina, que liga o município de Campos dos Goytacazes ao Rio de Janeiro e a Vitória, no Espírito Santo e se encontra concedida à Ferrovia Centro Atlântica para o transporte de cargas. 

Pelo bairro passa a importante BR-101 e além disso é o bairro com mais escolas em sua região,o bairro possui um CIEP.O CIEP 463 João Borges Barreto.